# 2005-ös franciaországi zavargások

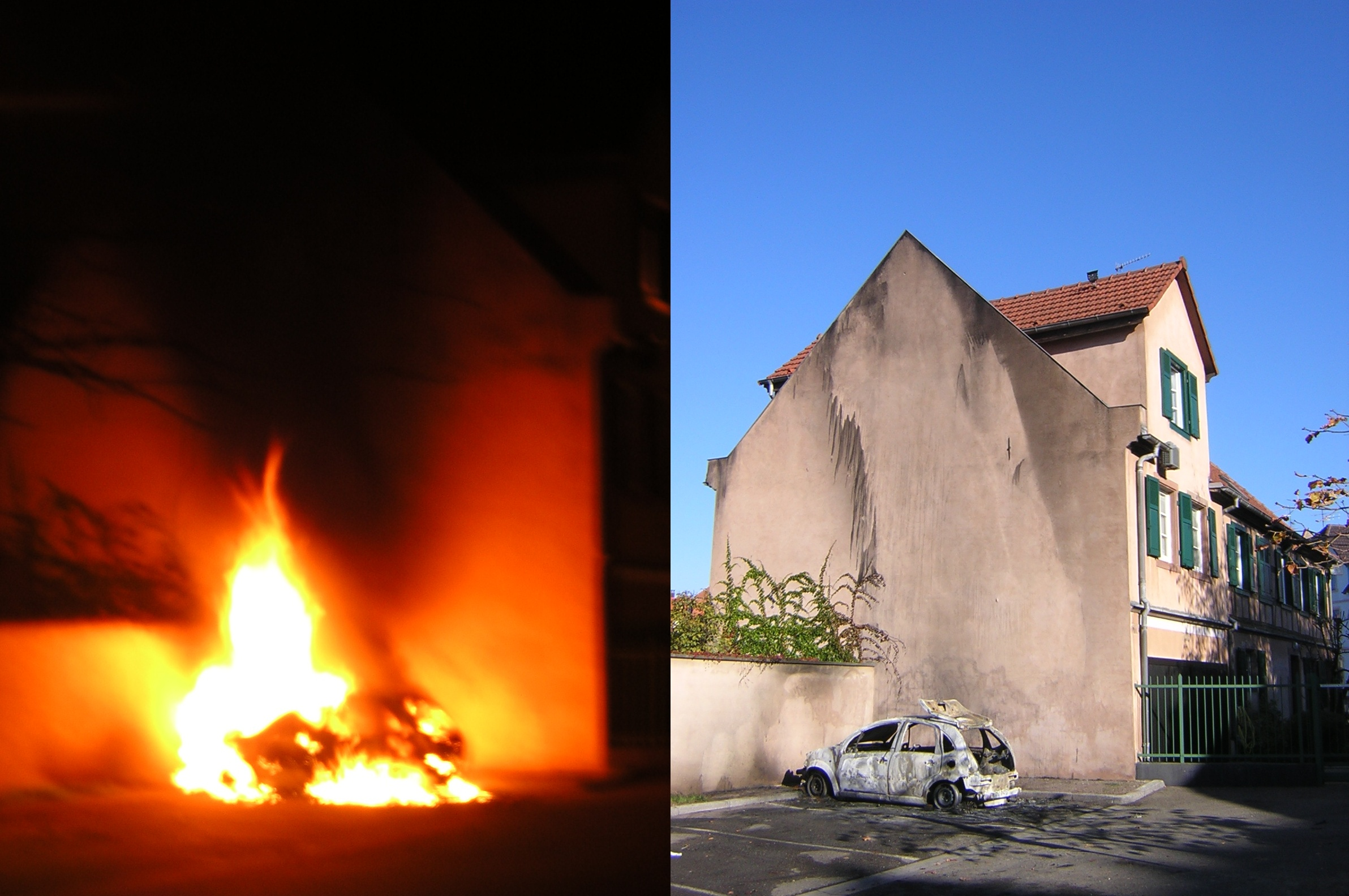
Felgyújtott autó Strasbourgban 2005. november 5. napjának éjjelén és másnap

A 2005-ös franciaországi zavargások (2005. október 27-étől november 17-éig) főleg Észak-Afrikából bevándorolt, többnyire muzulmán fiatalok lázongásainak sorozata több franciaországi nagyváros lakótelepi elővárosában, külső kerületében (franciául banlieu). A kiváltó ok két afrikai fiatal véletlen halála Párizs egyik szegényes külkerületében. A zavargások átterjedtek Seine-Saint-Denis városrész többi részére is. További összetűzések voltak Île-de-France tartományban (Seine-et-Marne, Val-d’Oise, Suresnes), valamint több francia nagyvárosban (Rouen, Dijon, Toulouse, Lille)

## Statisztika
- Kezdete: 2005. október 27. 17:20, csütörtök; Clichy-sous-Bois
- Érintett települések: 274 (november 7-én  Archiválva 2005. november 25-i dátummal a Wayback Machine-ben)
- Vagyoni kár: több mint 8970 jármű (az épületeket nem számolva)
- Pénzügyi kár: körülbelül 200 000 000 €
- Letartóztatások: több mint 2888
- Halottak száma: 1 (Jean-Jacques Le Chenadec, nem számolva Bennát és Traorét)
- Hatósági sebesült személyek száma: 126
- A rend viszonylagos helyreállása: 2005. november 17.

## Közvetlen oka

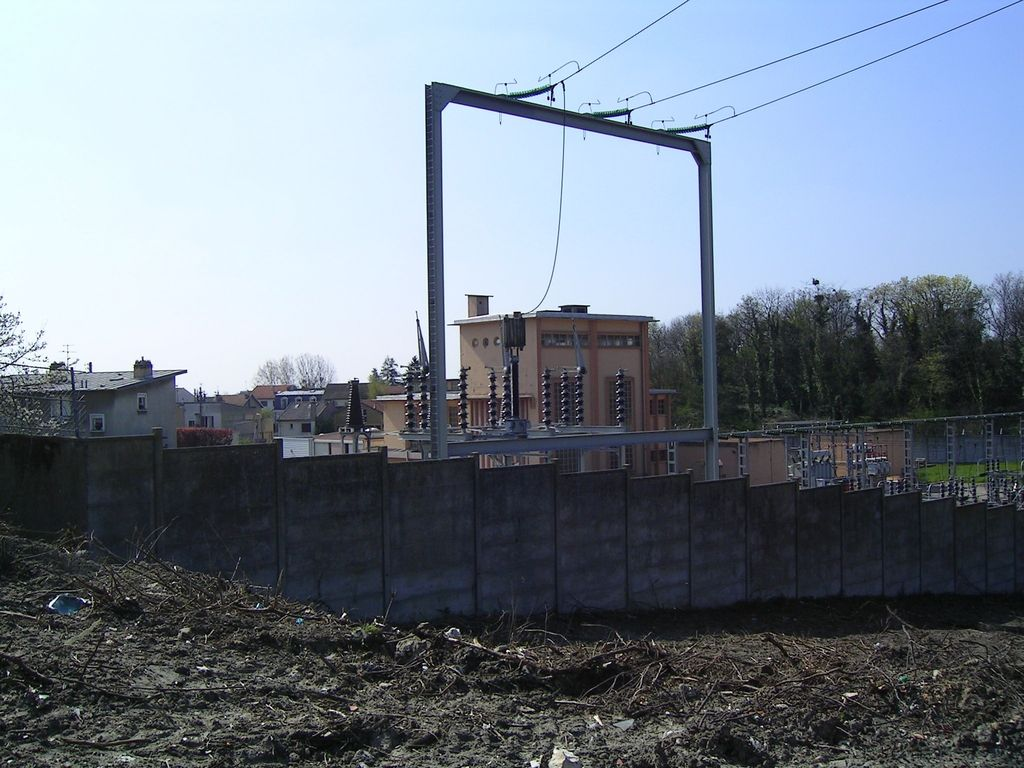
A 2005. október 27-iki incidens helyszíne, a Clichy-sous-Bois-beli transzformátor-állomás

2005. október 27-én, csütörtökön 10 tizenéves focizott Párizs külvárosában, Clichy-sous-Boisban. Amikor a rendőrség megérkezett, hogy igazoltassa őket, és leellenőrizze a bevándorlási engedélyüket, a fiatalok elfutottak. Közülük hárman azt gondolták, hogy a rendőrség üldözi őket, ezért felmásztak egy falon, hogy elrejtőzzenek egy trafóházban. „Bouna Traorét, a 15 éves  mali [vagy mauritániai] származású, és Zyed Bennát, a 17 éves tunéziai származású” fiatalt halálos áramütés érte.
„A kezdeti rendőrségi nyomozás szerint, az incidens 2005. október 27-én 17:20-kor kezdődött, amikor egy csapat rendőr megérkezett egy clichy-sous-Boisi építési területre lehetséges illegális bevándorlókat keresve. 17:50-kor, a rendőrség hat fiatalt szállított a kapitányságra, hogy kikérdezzék őket. Amint a fiatalokat kérdezgették, a kapitányságon és a környékbeli területeken megszűnt az áramellátás. Ezt az áramkimaradást 18:12-kor okozta a két fiatal és a barátjuk a 17 éves Muttin Altun, aki csupán megsérült, amikor elbújtak a trafóházban. Mr. Altun vallomása szerint körülbelül 10-en fociztak a közeli telken, és épp indulni akartak hazafele, amikor meglátták a rendőrjárőrt. Különböző irányokba futottak, hogy elkerüljék a hosszas kérdezősködést, amit már többször megtapasztalhattak. A rendőrök kérni szokták tőlük a papírjaikat, akár négy órára is benntartják őket, és néha csak akkor engedik el őket, ha a szüleik megjelennek a rendőrségen.”   
Vita van arról, hogy a fiatalokat üldözték-e vagy sem. Molins és Sarkozy fenntartja az álláspontját, hogy a fiatalokat nem üldözte a rendőrség. Ezzel szemben áll egy ausztráliai jelentés: a két fiatal egy barátja szerint üldözte őket a rendőrség, miután hamisan lopással vádolták őket, és féltek a vallatástól.

## A problémák társadalmi háttere
Az észak- és közép-afrikai bevándorlók egyre növekvő számú második-harmadik generációja már Franciaországban született, tagjai csak franciául beszélnek, ugyanakkor társadalmi beilleszkedésük konfliktusok forrásává vált. Egyfelől részükről már nincs meg az a jobb élet reményében vállalt alkalmazkodás, amelyet otthonukat elhagyó szüleik értük vállaltak, másfelől a többségi társadalom sem képes megfelelő képzettséget, munkát nyújtani számukra tömegesen. Az iszlám vallás és a kereszténység konfliktusára visszavezetni a problémákat túlzó leegyszerűsítés, de kulturális szinten találkozhatunk a feltűnően és buzgón vagy felszínesen gyakorolt, de környezetében mindenképp szokatlan és elkülönülő vallásosság valamint a szekularizált francia állam intézményeinek szembekerülésével. Azaz a kulturális szembenállás rárakódik a szociális feszültségekre. Például az autó szimbóluma a jólétnek és többségi társadalomban való érvényesülésnek. A korábbi évtizedek zavargásainak megismétlődése azt mutatja, hogy a politika sokáig csak felületi kezelést nyújtott. Az igazi okok megoldás hiányában fokozatosan újratermelik a konfliktusokat.

## Az összetűzések helyszínei

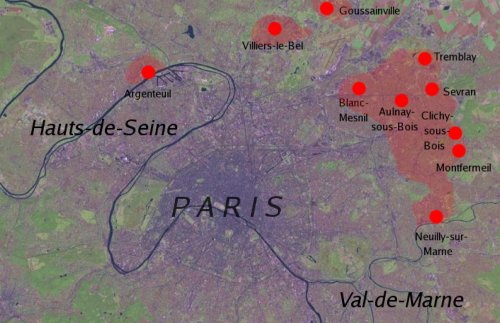
Párizs érintett külvárosai

### Île-de-France tartomány
- Párizs
- Seine-Saint-Denis: Aubervilliers, Aulnay-sous-Bois, Bagnolet, Bobigny, Bondy, Clichy-sous-Bois, Drancy, Épinay-sur-Seine, Gagny, La Courneuve, Le Blanc-Mesnil, Le Bourget, Montfermeil, Montreuil-sous-Bois, Noisy-le-Grand, Noisy-le-Sec, Pantin, Pierrefitte-sur-Seine, Romainville, Rosny-sous-Bois, Saint-Denis, Saint-Ouen, Sevran, Stains, Tremblay-en-France, Villepinte, Villetaneuse
- Yvelines: Achères, Les Mureaux, Sartrouville, Trappes
- Seine-et-Marne: Meaux, Torcy, Melun area
- Val-de-Marne: Champigny, Le Kremlin-Bicêtre, Ormesson-sur-Marne, Villejuif, Villeneuve-Saint-Georges
- Essonne: Athis-Mons, Evry, Corbeil-Essonnes, Saint-Michel-sur-Orge, Brétigny-sur-Orge, Grigny, Fleury-Mérogis
- Hauts-de-Seine: Asnières, Clamart, Colombes, Gennevilliers, Sèvres, Suresnes
- Val-d’Oise: Argenteuil, Villiers-le-Bel

### További területek
- Ain: Bourg-en-Bresse, Meximieux
- Aisne: Soissons

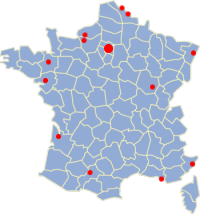
2005. november 6-án érintett városok

- Alpes-Maritimes: Drap, Nizza, Saint-André, Cannes
- Bas-Rhin: Schiltigheim, Strasbourg
- Bouches-du-Rhône: Marseille
- Côte-d’Or: Dijon
- Doubs: Montbéliard
- Eure: Évreux
- Finistère: Brest, Quimper
- Gironde: Bègles, Blanquefort, Bordeaux, Lormont
- Guadeloupe: Pointe-à-Pitre
- Haute-Garonne: Toulouse
- Haute-Marne: Saint-Dizier
- Hautes-Pyrénées: Tarbes
- Haute-Savoie: Sallanches, Seynod, Cluse, Ville-la-Grand, Annemasse, Rumilly
- Haut-Rhin: Colmar, Illzach, Mulhouse
- Hérault: Béziers, Frontignan, Ganges, Lunel, Montpellier, Saint-André-de-Sangonis, Sète
- Ille-et-Vilaine: Saint-Malo, Rennes
- Indre-et-Loire: Tours
- Isère: Echirolles, Grenoble
- Loir-et-Cher: Blois
- Loire : Roanne, Saint-Étienne
- Loire-Atlantique: Nantes, Saint-Herblain
- Loiret: Montargis, Orléans
- Mayenne: Laval
- Meurthe-et-Moselle: Nancy
- Moselle: Guénange, Metz, Rombas, Thionville
- Nord: Dunkerque, Hem, Loos, Marcq-en-Barœul, Lille, Mons-en-Barœul, Roubaix, Tourcoing, Valenciennes, Wattrelos
- Oise: Beauvais, Méru, Nogent-sur-Oise, Creil
- Pas-de-Calais: Lens, Calais, Arras, Le Portel, Hénin-Beaumont
- Pyrénées-Orientales: Canet-en-Roussillon, Perpignan
- Puy-de-Dôme: Clermont-Ferrand
- Pyrénées-Atlantiques: Pau
- Rhône: Lyon, Rillieux-la-Pape, Vénissieux
- Sarthe: Le Mans
- Saône-et-Loire: Montceau-les-Mines, Chalon-sur-Saône
- Seine-Maritime: Le Havre, Rouen
- Somme: Amiens
- Tarn-et-Garonne: Montauban, La Ville-Dieu-du-Temple
- Territoire-de-Belfort: Belfort
- Var: Draguignan, Fréjus, La Seyne-sur-Mer, Toulon
- Vaucluse: Apt, Avignon, Bédoin, Carpentras, Maubec, Pertuis, Valréas
- Vosges: Épinal

## Statisztika
| Nap      | Dátum       | Felgyújtott gépjárművek | Letartóztatások | Helyszínek |
| -------- | ----------- | ----------------------- | --------------- | --- |
| 1.       | 2005. 10/28 | ?                       | ?               | Clichy-sous-Bois |
| 2.       | 2005. 10/29 | 29                      | 14              | Clichy-sous-Bois |
| 3.       | 2005. 10/30 | 30                      | 19              | Clichy-sous-Bois |
| 4.       | 2005. 10/31 | ?                       | ?               | Clichy-sous-Bois, Montfermeil |
| 5.       | 2005. 11/01 | 69                      | ?               | Seine-Saint-Denis |
| 6.       | 2005. 11/02 | 40                      | ?               | Seine-Saint-Denis, Seine-et-Marne Val-d’Oise, Hauts-de-Seine |
| 7.       | 2005. 11/03 | 315                     | 29              | Île-de-France, Dijon, Rouen, Bouches-du-Rhône |
| 8.       | 2005. 11/04 | 596                     | 78              | Île-de-France, Dijon, Rouen, Marseille |
| 9.       | 2005. 11/05 | 897                     | 253             | Île-de-France, Rouen, Dijon, Marseille, Évreux, Roubaix, Tourcoing, Hem, Strasbourg, Rennes, Nantes, Nice, Toulouse, Bordeaux, Pau, Lille |
| 10.      | 2005. 11/06 | 1295                    | 193             | Île-de-France, Nord, Eure, Eure-et-Loir, Haute-Garonne, Loire-Atlantique, Essonne. |
| 11.      | 2005. 11/07 | 1408                    | 395             | Île-de-France: Colombes, Grigny,, Argenteuil, Trappes. Nord-Pas-de-Calais: Lens, Loos, Lille, Wattignies, Roubaix, Wasquehal ou Marcq-en-Baroeul (Nord), Bruay (Nord). Midi-Pyrénées: Toulouse, Montauban. Rhône-Alpes: Lyon, Saint-Etienne, Vénissieux, Cotea, Grenoble. Sud: Toulon, La Seyne-sur-Mer, Luc-en-Provence, Fréjus, Draguignan, Avignon, Valréas, Carpentras, Maubec, Pertuis, Apt, Bédoin, Marseille. Alsace: Strasbourg, Mulhouse, Colmar. Est: Belfort. Ouest: Saint-Herblain, Montauban. |
| 12.      | 2005. 11/08 | 1173                    | 330             | Paris region, Lille, Auxerre, Toulouse, Alsace, Lorraine, Franche-Comté. |
| 13.      | 2005. 11/09 | 617                     | 204             | 116 város összesen. Párizs környéke, Toulouse, Gironde megye, Arras, Grasse, Dole, Bassens |
| 14.      | 2005. 11/10 | 482                     | 203             | Toulouse, Belfort |
| 15.      | 2005. 11/11 | 463                     | 201             | Toulouse, Lille, Lyon, Strasbourg, Marseille |
| 16.      | 2005. 11/12 | 502                     | 206             | ? |
| 17.      | 2005. 11/13 | 374                     | 212             | ? |
| 18.      | 2005. 11/14 | 284                     | 115             | Toulouse, Faches-Thumesnil, Halluin, Grenoble |
| 19.      | 2005. 11/15 | 215                     | 71              | Saint-Chamond, Bourges |
| 20.      | 2005. 11/16 | 163                     | 50              | Párizs körzete, Arras, Brest, Vitry-le-François, Romans-sur-Isère |
| ÖSSZESEN | 20 éjszaka  | > 8973                  | > 2888          | |

### Képek
- – Yahoo!-képek a zavargásokról
- BBC képek